# Freiheitsbogen des ukrainischen Volkes
Koordinaten: 50° 27′ 16″ N, 30° 31′ 48″ O

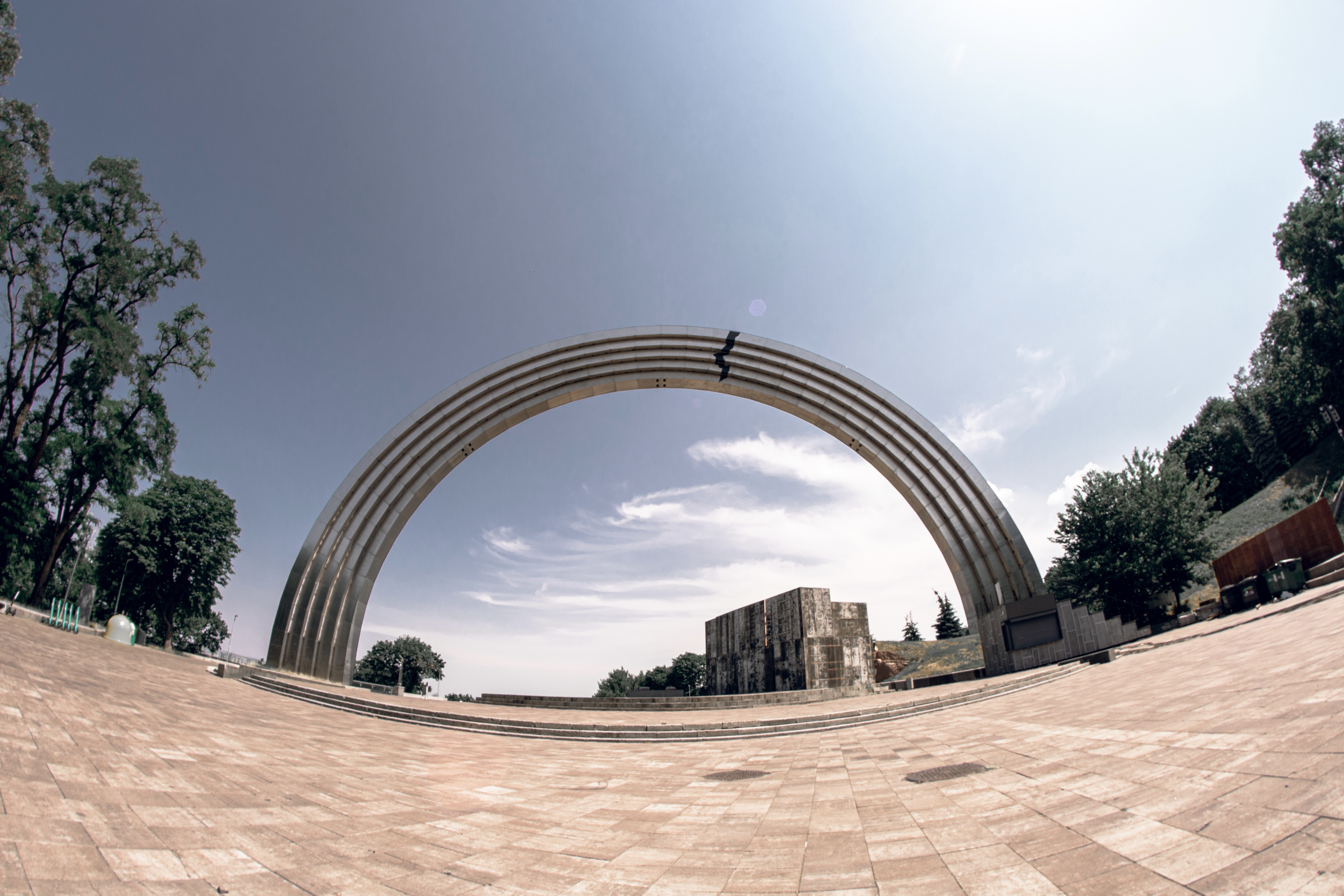
Freiheitsbogen des ukrainischen Volkes

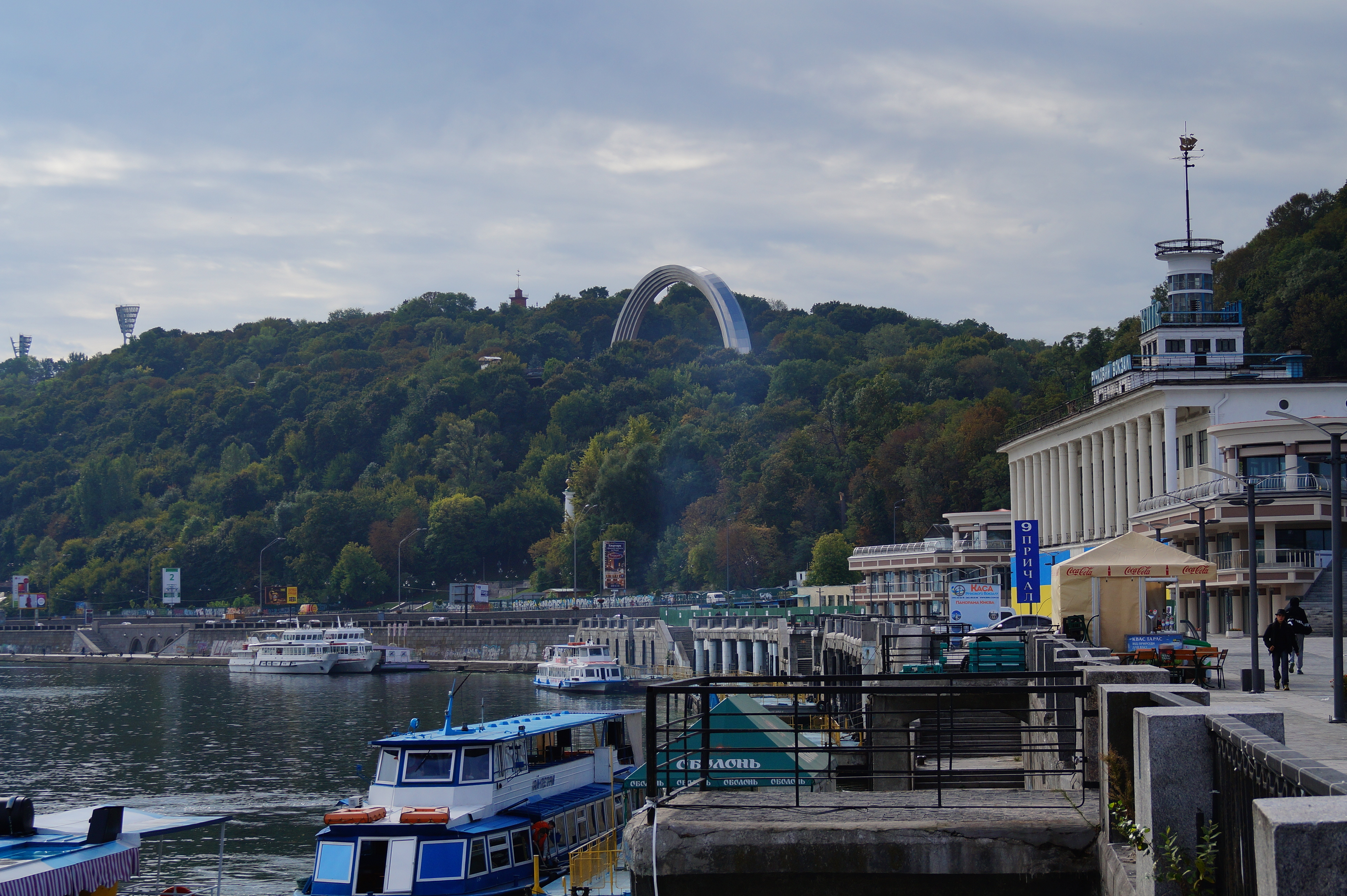
Der Bogen vom Flussufer

Der Freiheitsbogen des ukrainischen Volkes (ukrainisch Арка Свободи українського народу Arka Swobody ukrajinsjkoho narodu) ist ein der Freiheit des ukrainischen Volkes gewidmetes Denkmal in der ukrainischen Hauptstadt Kiew. Seinen Namen erhielt es nach dem russischen Überfall auf die Ukraine. 

## Geschichte
Das Denkmal wurde an Stelle einer Freilichtbühne zur Zeit der Sowjetunion in den Jahren 1978 bis 1982 in Vorbereitung auf die 1500-Jahr-Feier von Kiew errichtet und gedachte mit drei Denkmälern an die Freundschaft zwischen den „Brudervölkern“ der Ukrainer und der Russen. Es wurde 1982 vom Ersten Sekretär der Kommunistischen Partei der Ukraine, Wladimir Schtscherbitzki, eröffnet.
Am ukrainischen Tag des Gedenkens an die Opfer des Holodomor im Jahr 2018 brachten Aktivisten mehrerer Menschenrechtsorganisationen einen geklebten Riss auf dem Bogen an, um auf die zu diesem Zeitpunkt in Russland und auf der Krim inhaftierten Ukrainer wie den Filmregisseur Oleh Senzow aufmerksam zu machen.
Nach dem russischen Überfall auf die Ukraine ordnete der Bürgermeister von Kiew, Vitali Klitschko, am 25. April 2022 die Demontage der Bronzeskulptur an und regte die Umwidmung des Denkmals in einen ukrainischen Freiheitsbogen an.

## Denkmale
Das größte Denkmal ist der Freiheitsbogen des ukrainischen Volkes (bis 2022 Bogen der Völkerfreundschaft) aus unbemaltem Titan und stellt einen Regenbogen mit einem Durchmesser von 60 Metern dar.
Das zweite Denkmal ist das aus Granit gehauene Perejaslaw-Denkmal und erinnert an den Vertrag von Perejaslaw 1654. Es stellt den ukrainischen Kosakenhetman Bohdan Chmelnyzkyj (vorne), einige Kosaken und den russischen Gesandten Wassili Buturlin (links von ihm) dar.
Das dritte Denkmal war eine 6,20 Meter hohe Bronzeskulptur, die einen russischen und einen ukrainischen Arbeiter darstellte, die zusammen das Band der sowjetischen Völkerfreundschaft nach oben halten. Die Skulptur gedachte der „Wiedervereinigung“ zwischen Russland und der Ukraine.

## Lage
Das Denkmal im Stadtbezirk Schewtschenko liegt im Chreschtschatyj-Park zwischen der Nationalen Philharmonie der Ukraine am Europäischen Platz und dem tiefer liegenden Dnepr. Von einer Aussichtsplattform bietet sich ein ausgezeichneter Blick auf den Dnepr, die Stadtteile auf dem Ostufer und Podil.